# Neochalcis myrmeleonae
Neochalcis myrmeleonae är en stekelart som beskrevs av Mani 1936. Neochalcis myrmeleonae ingår i släktet Neochalcis och familjen bredlårsteklar. Inga underarter finns listade i Catalogue of Life.